# Mokey
Pour plus de détails, voir Fiche technique et Distribution.
Mokey est un film américain réalisé par Wells Root, sorti en 1942.

## Fiche technique
- Titre : Mokey
- Réalisation : Wells Root
- Scénario : Wells Root et Jan Fortune (en)
- Direction artistique : Cedric Gibbons
- Photographie : Charles Rosher
- Montage : Frank Sullivan
- Musique : Lennie Hayton
- Société de production : Metro-Goldwyn-Mayer
- Pays d'origine : États-Unis
- Format : Noir et blanc - 1,37:1
- Genre : drame
- Durée : 88 minutes
- Date de sortie : 1942

## Distribution
- Dan Dailey : Herbert Delano
- Donna Reed : Anthea Delano
- Robert Blake : Daniel 'Mokey' Delano
- Cordell Hickman : Booker T. Cumby
- Billie "Buckwheat" Thomas (en) : Frère de Cumby
- Etta McDaniel : Cindy Molishus
- Marcella Moreland : Begonia Cumby
- George Lloyd (en) : Policier Pat Esel
- Matt Moore : Mr. Pennington
- Cleo Desmond (en) : Tante Deedy
- Cliff Clark (en) : Mr Graham
- Mary Field : Mme Graham
- Sam McDaniel : Oncle Ben